# ベンジャミン・フランクリン・メダル (アメリカ哲学協会)
ベンジャミン・フランクリン・メダル（Benjamin Franklin Medal）はアメリカ哲学協会から、卓越した業績を挙げた個人に授与される賞。別名はベンジャミン・フランクリン二百周年メダル（Benjamin Franklin Bicentennial Medal）。
1937年に設立された（それに先立ち1906年から同名のメダルが授与されている）。現在は、1987年に設立された公共サービス部門と、1993年に設立された科学における業績部門で構成されている。

## 部門
- 人道および科学における業績部門（Distinguished Achievement in the Humanities or Sciences） 1985年 - 1991年
- 公共サービス部門（Distinguished Public Service） 1987年 - 現在
- 科学における業績部門（Distinguished Achievement in the Sciences）　1993年 - 現在

## 受賞者

### ベンジャミン・フランクリン・メダル

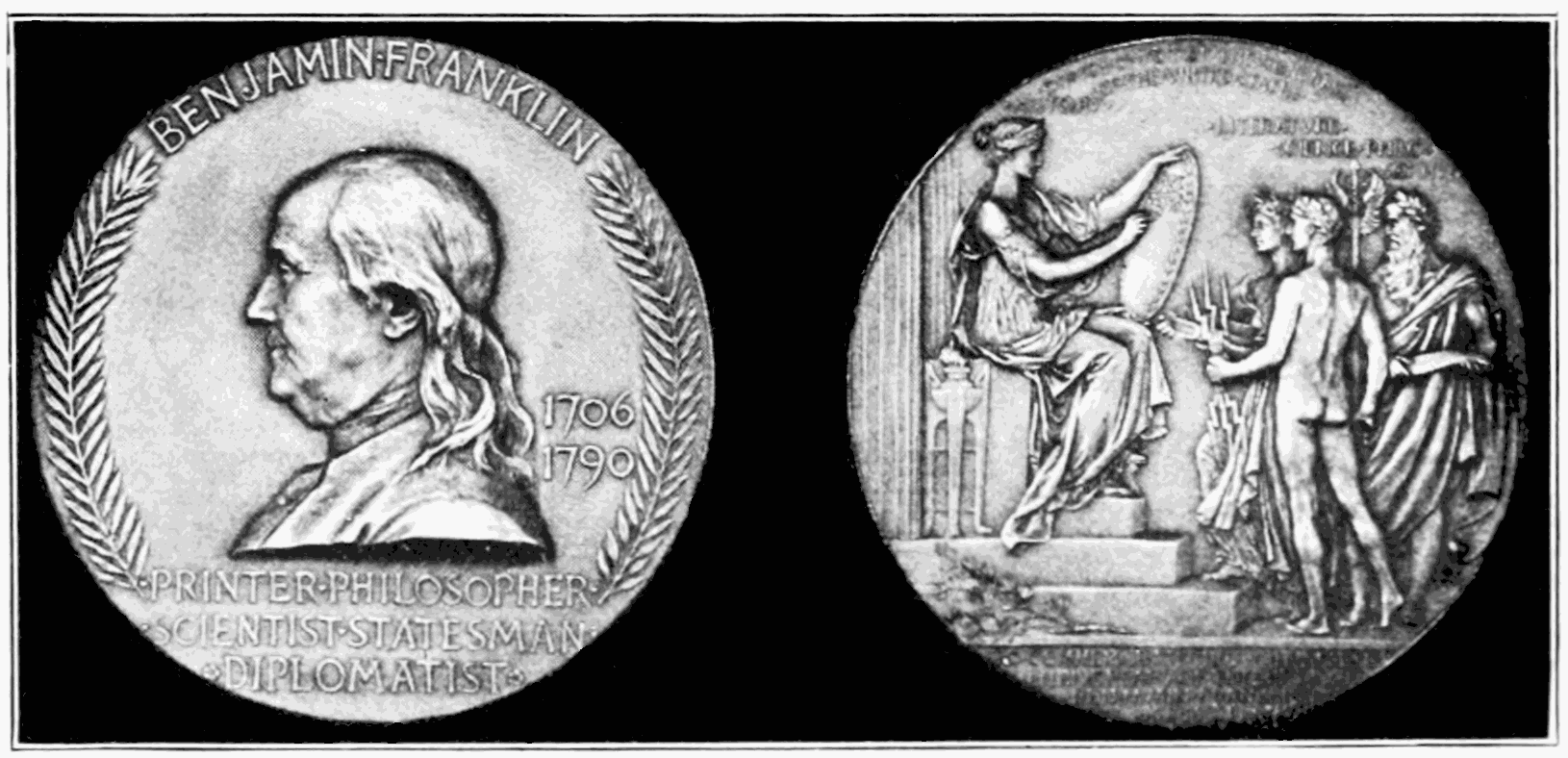
ベンジャミン・フランクリン・メダル

- 1937: William Lyon Phelps
- 1939: エドヴァルド・ベネシュ
- 1940: Edward S. Corwin
- 1941: ヒュー・テイラー
- 1943: ジェイムス・コナント
- 1945: アーサー・コンプトン
- 1947: Douglas S. Freeman
- 1949: William E. Lingelbach
- 1979: George W. Corner
- 1982: Julia A. Noonan
- 1983: Whitfield J. Bell

### ベンジャミン・フランクリン・メダル 人道および科学における業績部門
- 1985: チャールズ・ハギンズ
- 1986: ヘレン・ブルック・タウシグ
- 1987: オットー・ノイゲバウアー、Samuel Noah Kramer
- 1988: スネ・ベリストローム、Jonathan Rhoads
- 1989: ジョン・ホイーラー
- 1990: James Bennett Pritchard、ブリトン・チャンス、クロフォード・グリーンウォルト
- 1991: ライマン・スピッツァー

### ベンジャミン・フランクリン・メダル 公共サービス部門
- 1987: マーガレット・サッチャー
- 1988: Warren Earl Burger
- 1988: トーマス・J・ワトソン・ジュニア
- 1989: ポール・メロン
- 1992: サーグッド・マーシャル
- 1993: Walter H. Annenberg
- 1994: ライナス・ポーリング
- 1995: William T. Golden
- 1996: Edmund N. Carpenter, II
- 1997: William W. Scranton
- 1998: アラン・グリーンスパン
- 1999: ジョージ・J・ミッチェル
- 2000: ネルソン・マンデラ
- 2002: メアリー・ロビンソン
- 2003: サンドラ・デイ・オコナー
- 2004: ジェームズ・ウォルフェンソン
- 2005: サム・ナン
- 2006: John Hope Franklin
- 2011: Arlin Adams
- 2018: Bryan Stevenson

### ベンジャミン・フランクリン・メダル 科学における業績部門
- 1993: Emily Hartshorne Mudd、マイケル・アティヤ、楊振寧、バーバラ・マクリントック、ルース・パトリック
- 1995: エルンスト・マイヤー
- 1996: Victor A. McKusick
- 1997: ハーマン・ゴールドスタイン
- 1998: エドワード・オズボーン・ウィルソン
- 1999: フィリップ・シャープ、フレデリック・チャップマン・ロビンス
- 2000: William O. Baker
- 2001: Alexander G. Bearn、フランシス・クリック、ジェームズ・ワトソン
- 2002: ジョシュア・レーダーバーグ
- 2003: ジャネット・ラウリー
- 2004: スティーヴン・ワインバーグ
- 2005: ハンス・ベーテ
- 2006: エリック・カンデル
- 2016: トーマス・スターツル
- 2018: メアリー＝クレア・キング
- 2023: Martine Rothblatt